# Endo Club Nord
Der Endo Club Nord wurde 1991 als praxisorientiertes Fortbildungsforum für die gastroenterologische Endoskopie von Nib Soehendra (Universitätsklinikum Hamburg-Eppendorf), Dietmar Wurbs (Asklepios Klinik Barmbek) und Friedrich Hagenmüller (Asklepios Klinik Altona) gegründet, die ihm bis 1998 als Präsidenten vorstanden. Heute ist das zweitägige Forum für Mediziner, Pflegepersonal und Studierende der weltweit größte Kongress mit Live-Endoskopie mit jährlich über 2.500 Teilnehmern. Kernstück der Veranstaltung, die jedes Jahr Anfang November im Congress Center Hamburg (CCH) stattfindet, sind – neben den Bereichen Diagnostik und Therapie im endoskopischen Bereich – mehrere HDTV-Live-Übertragungen aus den drei beteiligten Kliniken, in denen führende Gastroenterologen aus aller Welt bewährte und innovative endoskopische Verfahren mit modernster Endoskop- und Prozessortechnologie demonstrieren sowie im Dialog mit den Moderatoren des Kongresses erläutern.
In den Jahren 1993 und 1999 fand der Endo Club Nord nicht statt.
Kongresssprachen des Endo Club Nord sind Deutsch und Englisch, wobei in die jeweils andere Sprache simultan übersetzt wird. In den Jahren 2012 bis 2014 gab es zusätzlich Simultanübersetzungen ins Russische. 
Von 2000 bis 2004 wurde der Club Nord von den Präsidenten Jürgen Gebhardt (Asklepios Klinik Barmbek), Friedrich Hagenmüller und Nib Soehendra geführt. Im Jahr 2005 übernahm Siegbert Faiss (Asklepios Klinik Barmbek) die Präsidentschaft von Jürgen Gebhardt, 2009 trat Thomas Rösch (Universitätsklinikum Hamburg-Eppendorf) an die Stelle von Nib Soehendra. Friedrich Hagenmüller übergab 2015 sein Amt als Chefarzt der Gastroenterologie an der Asklepios Klinik Altona und in der Folge ebenso das als Präsident des Endo Club Nord an Jürgen Pohl (Asklepios Klinik Altona). Im Jahr 2019 folgte Thomas von Hahn auf Siegbert Faiss als Chefarzt der Asklepios Klinik Barmbek.